# XML Schema
Schemat XML (ang. XML Schema Definition – XSD) – standard służący do definiowania struktury dokumentu XML wykorzystywany do komunikacji pomiędzy systemami teleinformatycznymi.
XML Schema opracowany przez W3C. Stanowi alternatywę dla DTD, przy czym posiada znacznie większe możliwości.
XML Schema jest strukturą XML, w odróżnieniu od DTD niebędącego częścią standardu XML. Dokumenty zawierające definicje XML Schema zapisuje się zwykle w plikach z rozszerzeniem.xsd (od XML Schema Definition).
Specyfikacja XML Schema powstała w 2001 r. i składa się z 3 części:
1. Primer – Elementarz – nienormatywna część zawierająca podstawy tego języka
2. Structures – Struktury
3. Datatypes – Typy danych